# Rudi Fischer
 Rudi Fischer  nascut Rudolf Fischer va ser un pilot de curses automobilístiques suís que va arribar a disputar curses de Fórmula 1.
Rudi Fischer va néixer el 19 d'abril del 1912 a Stuttgart, Alemanya. Va morir el 30 de desembre del 1976 a Lucerna, Suïssa.

## A la F1
Va debutar a la segona temporada de la història del campionat del món de la Fórmula 1, l'any 1951, disputant el 27 de maig del 1951 el GP de Suïssa, que era la prova inicial de la temporada.
Rudi Fischer va participar en un total de vuit curses (amb dos podis) puntuables pel campionat de la F1, repartides al llarg de dues temporades a la F1, les que corresponen als anys 1951 i 1952.
Fischer va competir i guanyar en nombroses proves automobilístiques fora de la F1.

## Resultats a la F1
| Any  | Equip   | Xassís  | Motor   | 1      | 2   | 3   | 4      | 5      | 6     | 7   | 8       | Posició | Punts |
| ---- | ------- | ------- | ------- | ------ | --- | --- | ------ | ------ | ----- | --- | ------- | ------- | ----- |
| 1951 | Ferrari | Ferrari | Ferrari | SUI 11 | 500 | BEL | FRA    | GBR    | ALE 6 | ITA | ESP     | -       | 0     |
| 1952 | Ferrari | Ferrari | Ferrari | SUI 2  | 500 | BEL | FRA 11 | GBR 13 | ALE 3 | HOL | ITA Ret | 4t      | 10    |

### Resum
| Curses | Victòries | Pòdiums | Poles | Voltes ràpides | Punts |
| ------ | --------- | ------- | ----- | -------------- | ----- |
| 8      | 0         | 2       | 0     | 0              | 10    |